# Parabathymyrus brachyrhynchus
Parabathymyrus brachyrhynchus är en fiskart som först beskrevs av Fowler, 1934.  Parabathymyrus brachyrhynchus ingår i släktet Parabathymyrus och familjen havsålar. Inga underarter finns listade i Catalogue of Life.